# Louvigné
Pour les articles homonymes, voir Louvigné (homonymie).
Louvigné est une commune française, située dans l'agglomération de Laval dans le département de la Mayenne en région Pays de la Loire, peuplée de 1 182 habitants.
La commune fait partie de la province historique du Maine, et se situe dans le Bas-Maine.

## Géographie
| Bonchamp-lès-Laval                | Argentré  | Argentré, Soulgé-sur-Ouette  |
| Bonchamp-lès-Laval                | Louvigné  | Soulgé-sur-Ouette            |
| Bonchamp-lès-Laval, Parné-sur-Roc | Bazougers | Soulgé-sur-Ouette, Bazougers |

### Climat
Pour des articles plus généraux, voir Climat des Pays de la Loire et Climat de la Mayenne.
En 2010, le climat de la commune est de type climat océanique altéré, selon une étude du CNRS s'appuyant sur une série de données couvrant la période 1971-2000. En 2020, Météo-France publie une typologie des climats de la France métropolitaine dans laquelle la commune est exposée à un climat océanique et est dans la région climatique  Moyenne vallée de la Loire, caractérisée par une bonne insolation (1 850 h/an) et un été peu pluvieux. 
Pour la période 1971-2000, la température annuelle moyenne est de 11,2 °C, avec une amplitude thermique annuelle de 13,9 °C. Le cumul annuel moyen de précipitations est de 745 mm, avec 12,3 jours de précipitations en janvier et 6,7 jours en juillet. Pour la période 1991-2020, la température moyenne annuelle observée sur la station météorologique de Météo-France la plus proche, sur la commune d'Argentré à 3 km à vol d'oiseau, est de 11,8 °C et le cumul annuel moyen de précipitations est de 780,7 mm,. Pour l'avenir, les paramètres climatiques de la commune estimés pour 2050 selon différents scénarios d'émission de gaz à effet de serre sont consultables sur un site dédié publié par Météo-France en novembre 2022.

## Urbanisme

### Typologie
Au 1er janvier 2024, Louvigné est catégorisée bourg rural, selon la nouvelle grille communale de densité à sept niveaux définie par l'Insee en 2022.
Elle est située hors unité urbaine. Par ailleurs la commune fait partie de l'aire d'attraction de Laval, dont elle est une commune de la couronne,. Cette aire, qui regroupe 66 communes, est catégorisée dans les aires de 50 000 à moins de 200 000 habitants,.

### Occupation des sols
L'occupation des sols de la commune, telle qu'elle ressort de la base de données européenne d’occupation biophysique des sols Corine Land Cover (CLC), est marquée par l'importance des territoires agricoles (93,8 % en 2018), en diminution par rapport à 1990 (98 %). La répartition détaillée en 2018 est la suivante : 
terres arables (66,9 %), prairies (26,8 %), zones urbanisées (4 %), espaces verts artificialisés, non agricoles (2,3 %), zones agricoles hétérogènes (0,1 %). L'évolution de l’occupation des sols de la commune et de ses infrastructures peut être observée sur les différentes représentations cartographiques du territoire : la carte de Cassini (XVIIIe siècle), la carte d'état-major (1820-1866) et les cartes ou photos aériennes de l'IGN pour la période actuelle (1950 à aujourd'hui).

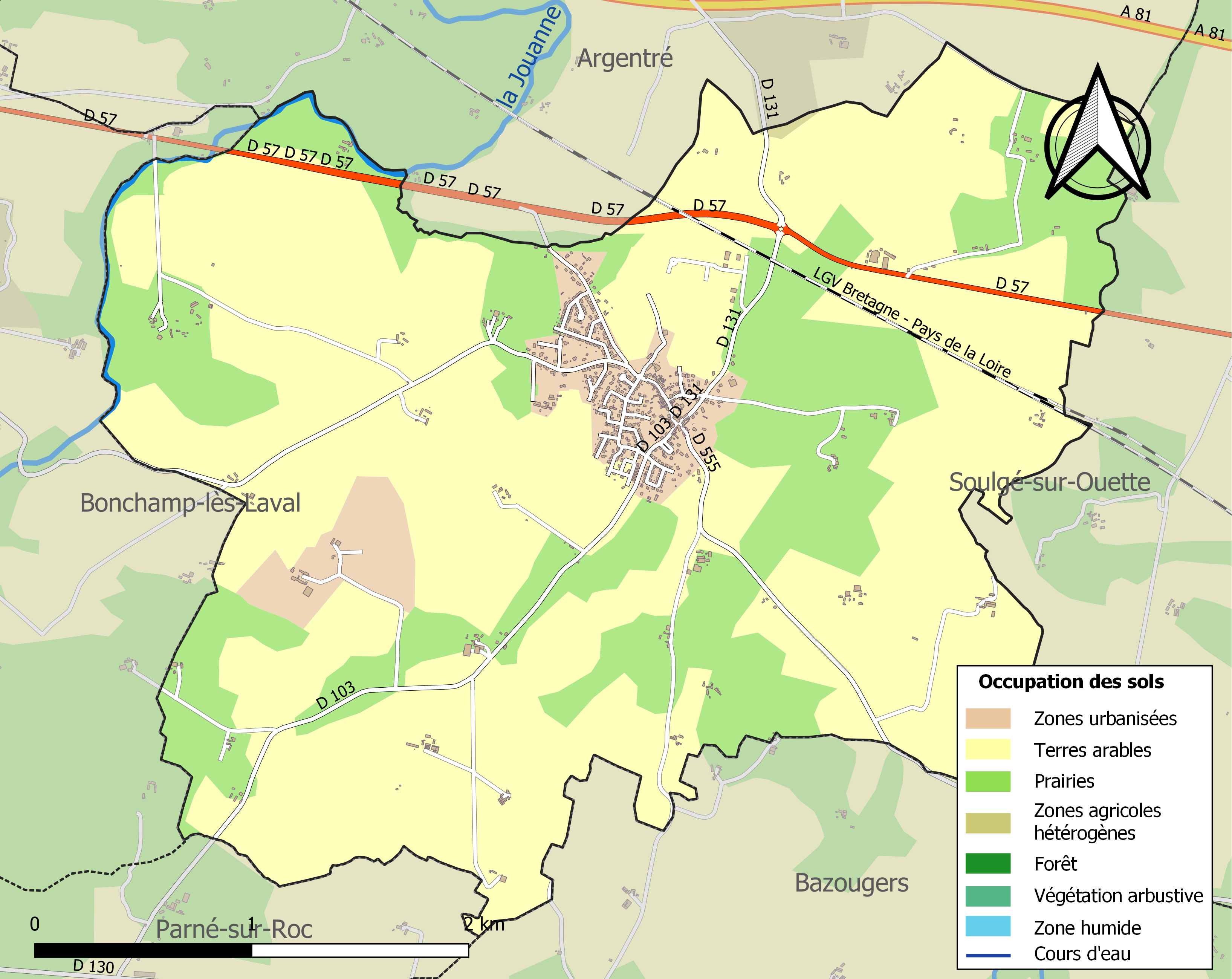
Carte des infrastructures et de l'occupation des sols de la commune en 2018 (CLC).

## Toponymie
Le gentilé est Louvignéen.

## Politique et administration

### Administration municipale
| Période                                  | Période                   | Identité                                 | Étiquette | Qualité |
| ---------------------------------------- | ------------------------- | ---------------------------------------- | --------- | --- |
| Les données manquantes sont à compléter. |                           |                                          |           | |
| 1793                                     |                           | Legrand                                  |           | Métayer à Marboué |
| 1797                                     |                           | J. Rouhé                                 |           | Agent national, an V |
| 19 juin 1798                             |                           | F. Legauteur                             |           | |
| 17 juillet 1800                          | 1824                      | François Letessier                       |           | |
| 1827                                     | 1830                      | Mousset                                  |           | |
| 1835                                     | 1840                      | Guittier                                 |           | |
| 1850                                     |                           | Rouflé                                   |           | |
| 1855                                     | 1868                      | Pierre Guittier                          |           | |
| Les données manquantes sont à compléter. |                           |                                          |           | |
| 1879                                     | 1888                      | Paul Besongnard de La Plante             |           | |
| mai 1888                                 | 1923                      | Camille Letourneurs du Val (1847-1932)   |           | Propriétaire du château de Montaigu                                                                                       |
| octobre 1923                             | mai 1953                  | Pierre du Plessis d'Argentré (1889-1957) |           | Propriétaire Croix de guerre 1914-1918                                                                                    |
| mai 1953                                 | juillet 1961 (décès)      | Théophile Leterme (1888-1961)            |           | Retraité Chevalier de la Légion d'honneur                                                                                 |
| août 1961                                | mars 1965                 | Robert Chrétien                          |           | |
| mars 1965                                | novembre 1979 (démission) | André Cribier (1914-2011)                |           | Agriculteur et vendeur d'animaux                                                                                          |
| novembre 1979                            | juin 1995                 | Claude Landelle                          |           | Maire honoraire |
| juin 1995                                | mars 2014                 | Jean-Bernard Le Galliot                  |           | Professeur retraité, maire honoraire Vice-président de Laval Agglomération                                                |
| mars 2014                                | En cours                  | Christine Dubois                         | DVG-LREM  | Employée de banque Conseillère départementale de l'Huisserie (2015 →) 8e vice-présidente de Laval Agglomération (2020 → ) |

Le conseil municipal est composé de quinze membres dont le maire et trois adjoints.

## Démographie
L'évolution du nombre d'habitants est connue à travers les recensements de la population effectués dans la commune depuis 1793. Pour les communes de moins de 10 000 habitants, une enquête de recensement portant sur toute la population est réalisée tous les cinq ans, les populations de référence des années intermédiaires étant quant à elles estimées par interpolation ou extrapolation. Pour la commune, le premier recensement exhaustif entrant dans le cadre du nouveau dispositif a été réalisé en 2005.
En 2022, la commune comptait 1 182 habitants, en évolution de +3,96 % par rapport à 2016 (Mayenne : −0,73 %, France hors Mayotte : +2,11 %).
| 1793 | 1800 | 1806 | 1821 | 1831 | 1836 | 1841 | 1846 | 1851 |
| ---- | ---- | ---- | ---- | ---- | ---- | ---- | ---- | ---- |
| 485  | 355  | 520  | 501  | 521  | 557  | 569  | 570  | 575  |

| 1856 | 1861 | 1866 | 1872 | 1876 | 1881 | 1886 | 1891 | 1896 |
| ---- | ---- | ---- | ---- | ---- | ---- | ---- | ---- | ---- |
| 554  | 506  | 498  | 470  | 470  | 431  | 445  | 436  | 403  |

| 1901 | 1906 | 1911 | 1921 | 1926 | 1931 | 1936 | 1946 | 1954 |
| ---- | ---- | ---- | ---- | ---- | ---- | ---- | ---- | ---- |
| 383  | 374  | 351  | 310  | 336  | 333  | 314  | 327  | 343  |

| 1962 | 1968 | 1975 | 1982 | 1990 | 1999 | 2005 | 2006 | 2010  |
| ---- | ---- | ---- | ---- | ---- | ---- | ---- | ---- | ----- |
| 309  | 316  | 464  | 528  | 664  | 667  | 774  | 799  | 1 057 |

| 2015  | 2020  | 2022  | - | - | - | - | - | - |
| ----- | ----- | ----- | - | - | - | - | - | - |
| 1 108 | 1 152 | 1 182 | - | - | - | - | - | - |

## Lieux et monuments
- Église Saint-Martin du XIVe siècle.
- Chapelle de la Doyère du XVIIe siècle.
- Château des Roches du XIXe siècle.
- Ancien Château de Marboué.

## Activité et manifestations

### Sports
- L'Association sportive de Louvigné[23].

## Personnalités liées à la commune
- Louis de La Porte de Louvigné (vers 1662-1725), marin d'État.

## Héraldique
| Blason de Louvigné | Blason  | D’azur, à un pal d’or, chargé d’une couleuvre du premier, accosté de deux rochers du second. |
| Blason de Louvigné | Détails | L’azur symbolise la Jouanne et l’Ouette qui traversent le territoire communal. Le pal est aux couleurs de Colbert de Croissy qui posséda la seigneurie de Louvigné de 1754 à 1780. La reprise intégrale du blason de famille étant interdite pour les communes, il suffit d’en emprunter un ou plusieurs éléments. Les deux rochers symbolisent le château du même nom, siège d’une partie de la seigneurie du village. Les ornements sont deux gerbes de blé d’or, mises en sautoir par la pointe et liées d’azur afin d’honorer l’activité agricole de la commune. Le listel d'argent porte le nom de la commune en lettres majuscules de sable. La couronne de tours dit que l’écu est celui d’une commune ; elle n’a rien à voir avec des fortifications. Le statut officiel du blason reste à déterminer. |